# Стойко Бойчев
Стойко Бойчев, наричан Дядо Странджа, е български революционер, одрински деец на Вътрешната македоно-одринска революционна организация.

## Биография
Бойчев е роден в 1869 година в Лозенград, днес Къркларели, Турция. Влиза във ВМОРО в 1898 година. През 1901 г. е избран за член на околийския революционен комитет в Лозенград. В 1903 година е арестуван и след мъчения е осъден на 15 години. Една година излежава в Одрин до амнистията от 1904 година.